# Elizabeta Samara
Elizabeta Samara (ur. 15 kwietnia 1989 w Konstancy) – rumuńska tenisistka stołowa pochodzenia arumuńskiego, ośmiokrotna mistrzyni Europy.
Podczas mistrzostw Europy w Danii w 2005 zdobyła złoto w turnieju drużynowym. Kolejny sukces odniosła w Stuttgarcie w 2009, gdzie w parze z Danielą Dodean w turnieju gry podwójnej kobiet zdobyła złoty medal. Rok później, w Ostrawie, zdobyła srebrny medal wraz z drużyną. W 2011 wywalczyła srebro w parze z Danielą Dodean oraz kolejny raz zdobyła drużynowe wicemistrzostwo Europy.